# Cordeirópolis (ort)
Cordeirópolis är en ort i Brasilien.   Den ligger i kommunen Cordeirópolis och delstaten São Paulo, i den sydöstra delen av landet, 700 km söder om huvudstaden Brasília. Cordeirópolis ligger 660 meter över havet och antalet invånare är 25 630.
Terrängen runt Cordeirópolis är huvudsakligen platt, men åt sydväst är den kuperad.Runt Cordeirópolis är det tätbefolkat, med 459 invånare per kvadratkilometer.. Närmaste större samhälle är Limeira, 10,8 km sydost om Cordeirópolis.
Omgivningarna runt Cordeirópolis är en mosaik av jordbruksmark och naturlig växtlighet.